# Lojas Renner
Lojas Renner, также известная как Renner Stores, является бразильской компанией, которая производит одежду для универмагов. Штаб-квартира компании находится в Порту-Алегри, штат Риу-Гранди-ду-Сул, Бразилия. Это была первая бразильская корпорация, все 100 % акций которой были размещены на фондовой бирже. Акции компании котируются на бирже Novo Mercado, что свидетельствует о высоком уровне корпоративного управления. Lojas Renner также является членом фондовой биржи Сан-Паулу (B3).

## История

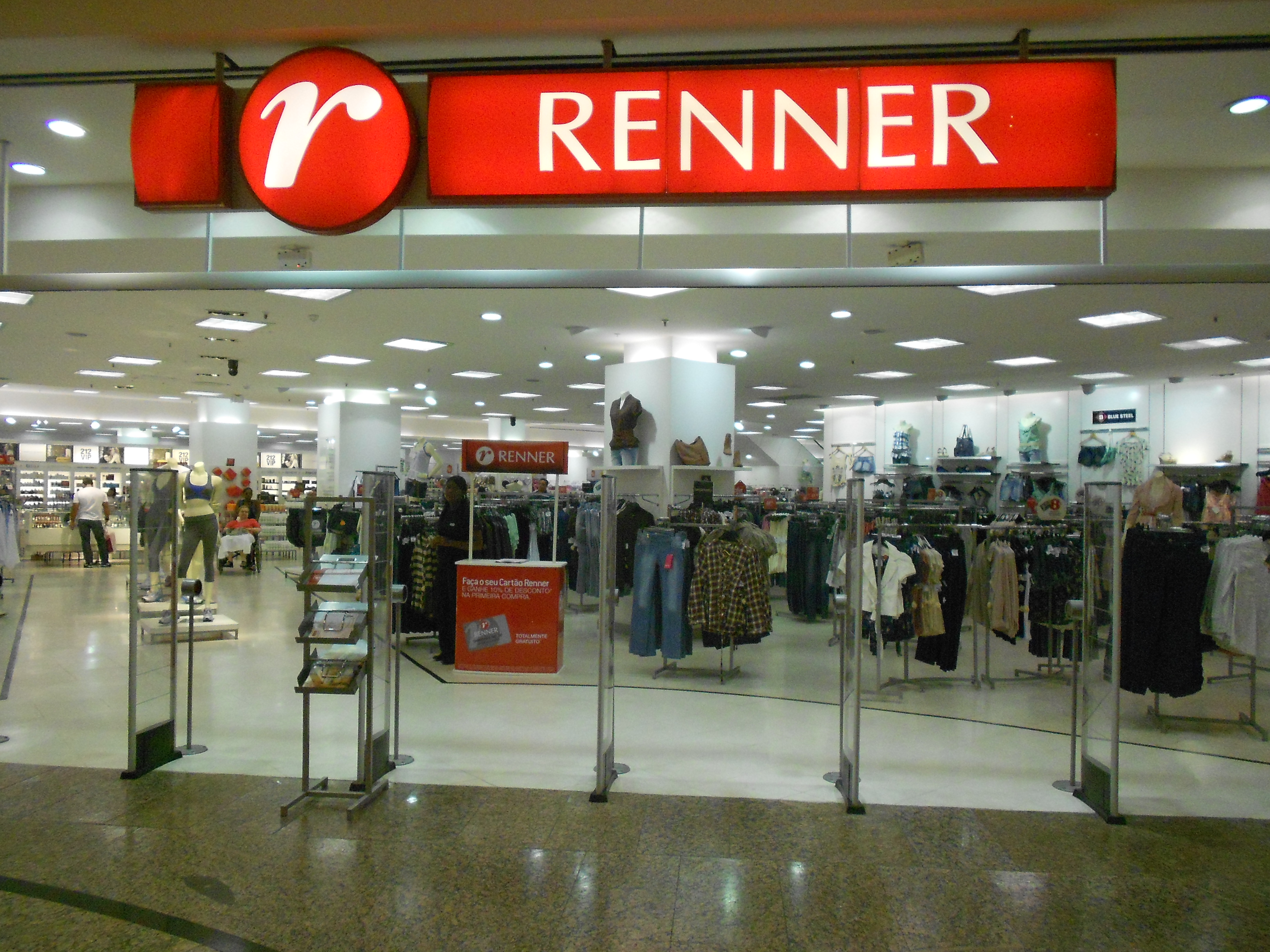
Выставочный зал Renner в торговом центре Barra Shopping

Renner, являясь частью A.J. Renner group — промышленного предприятия, расположенного в районе Навегантис в Порту-Алегри, начала свою историю в 1922 году, открыв первый магазин, где продавались текстильные товары. В 1940 году ассортимент продукции был расширен, и компания начала работать как универмаг. Стремясь к постоянному развитию и росту, в 1965 году руководство A.J. Renner group приняло решение о реструктуризации компании, чтобы сделать её независимой. Так появилась Lojas Renner S.A., которая стала основой для сети магазинов, известной сегодня. В том же году компания стала публичной.

### Начало расширения
После многих лет успешной деятельности в начале 1990-х годов компания Renner столкнулась с серьёзной реструктуризацией. Она превратилась в универмаг, специализирующийся на моде, и в общей сложности открыла восемь новых магазинов. Успех этой реструктуризации был обусловлен внедрением философии Enchantment, которая гласит, что недостаточно просто удовлетворить потребности клиентов — нужно превзойти их ожидания. Благодаря этой философии Renner вышел за пределы своего родного штата Рио-Гранди-ду-Сул и распространился на территории Санта-Катарины, Параны, Сан-Паулу, Рио-де-Жанейро, Минас-Жерайс и Федерального округа. На этих рынках компания укрепила свои позиции как универсальный магазин, предлагающий модные товары высокого качества по конкурентоспособным ценам.

### J.C.Penney
В декабре 1998 года J.C. Penney Brazil Inc., дочерняя компания одной из крупнейших сетей универмагов в США, приобрела контрольный пакет акций Renner. Это приобретение открыло перед компанией новые горизонты: она получила доступ к международным поставщикам, возможность получать консультации от специалистов по выбору мест для ведения бизнеса, а также внедрить внутренние процедуры и механизмы контроля, которые стали более эффективными и дифференцированными. В результате Renner активизировала свои усилия по расширению, открыв более 30 новых подразделений на юге, юго-востоке и среднем западе Бразилии.

### Новаторство
В 2002 году бренд Renner сделал новый шаг в своём развитии. Коллекции создавались с учётом образа жизни клиентов, что нашло отражение в слогане: «У вас есть свой стиль. У Renner есть всё». Ассортимент товаров был представлен в более упорядоченном виде: одежда, обувь и аксессуары были объединены в шесть собственных брендов, которые отражали различные стили жизни. Это позволило покупателям легче ориентироваться в многообразии товаров и оптимизировать своё время на шопинг.

### Первая бразильская корпорация
В июне 2005 года, когда у компании уже было 64 точки продаж, руководители J.C. Penney и Renner приняли решение продать контроль над компанией. Они разместили акции на фондовой бирже Сан-Паулу, что позволило Renner выйти на новый рынок Bovespa. Став первой бразильской компанией, которая распределила свой капитал и приобрела около 100 % акций, находящихся в обращении, Renner продолжила своё развитие. После успешного размещения акций на бирже, в 2006 году, компания усилила свой план расширения, открыв подразделения в северо-восточных штатах: Пернамбуку, Сеара и Баия. В том же году был запущен раздел финансовых продуктов, где предлагались кредиты для физических лиц и возможность быстрого снятия средств. Позже появилась страховка. В 2007 году компания продолжила свой путь к расширению, открыв магазин в штате Амазонас. В 2010 году сфера финансовых продуктов была расширена за счёт выпуска кобрендинговой кредитной карты Meu Cartão Renner, выпущенной под флагами Visa и MasterCard. В том же году Renner запустила свою электронную коммерцию. В 2014 году в торговом центре Riomar Shopping Fortaleza был открыт первый магазин, созданный в рамках проекта Renner Sustentável (Устойчивый Реннер). В этом же году компания Lojas Renner S.A. была включена в портфель индексов корпоративной устойчивости (ISE) BM & FBOVESPA 2015, что стало отличным завершением года и поводом для новых торжеств.

### Новые предприятия
В 2011 году Lojas Renner S.A. приобрела Camicado, известную компанию, занимающуюся товарами для дома и декора. Сегодня Camicado представлена более чем 110 магазинами по всей Бразилии. В 2013 году Renner запустила Youcom — новую бизнес-модель для молодых людей, специализирующуюся на специализированных магазинах. На данный момент Youcom имеет 98 магазинов в Бразилии. В 2016 году Renner представила Ashua — бренд одежды больших размеров, который уже имеет 8 магазинов по всей стране. Наконец, в 2017 году было создано финансовое учреждение Realize CFI.

### Интернационализация
В 2017 году компания Lojas Renner S.A. сделала ещё один важный шаг в своём развитии, открыв первое зарубежное представительство. Сегодня в Уругвае функционирует уже 9 магазинов компании, а в 2019 году были открыты 4 магазина в Аргентине. Всего у Lojas Renner S.A. насчитывается более 600 магазинов.

### Настоящее время
Сегодня Lojas Renner — крупнейшая бразильская розничная сеть магазинов одежды, насчитывающая более 600 магазинов, в том числе 382 магазина Renner, 113 магазинов Camicado, 98 магазинов Youcom и 8 магазинов Ashua. Установлены в торговых центрах и точках в центральных городах на юге, Юго-востоке, Среднем Западе, Севере и Северо-востоке Бразилии. Компания также работает в Уругвае и Аргентине.

### Институт Lojas Renner
Институт Lojas Renner (Lojas Renner Institute) — это общественная организация, представляющая общественный интерес (Oscip), созданная в 2008 году как организация, управляющая частными социальными инвестициями Lojas Renner S.A. Её миссия заключается в продвижении женщин на рынок труда, поддержке предпринимательских социальных действий, разработанных организациями гражданского общества, которые могли бы эффективно способствовать повышение квалификации и вовлеченность женщин, а также развитие сообществ, в которых работает компания.

## Противоречия

### Обвинения в расизме в торговом центре Ilha Plaza
6 августа 2020 года 18-летний Матеус Фернандес стал жертвой инцидента, который, как предполагается, был вызван расовыми мотивами. По обвинению в нападении на юношу, двое мужчин, представившихся полицейскими, столкнули его с лестницы, обездвижили и приставили пистолет к его голове. Это трагическое событие быстро привлекло внимание мировой общественности. Сначала оно получило широкую огласку в социальных сетях, а затем и в традиционных бразильских СМИ.
Реннер и торговый центр выступили с официальными заявлениями, в которых осудили действия, направленные против Фернандеса. Также было отмечено, что упомянутые мужчины не являются сотрудниками компании.